# Río Chivilingo
El río Chivilingo es un curso natural de agua que fluye en la Región del Biobío con dirección general oeste y desemboca en la bahía de Arauco entre las ciudades de Arauco y Lota. Con sus aguas se movía la central hidroeléctrica de Chivilingo, la primera central de Chile.

## Historia
Luis Risopatrón lo describe en su Diccionario Jeográfico de Chile: 464 
Chivilingo (Rio) 37° 08’ 73° 09’. De corto curso i caudal, corre hácia el W entre cerros elevados i boscosos, en los que se encuentran mantos de carbón de piedra i se vácia en la playa arenosa i suave de la ensenada del mismo nombre, de la bahía de Arauco; es accesible para botes, con marea creciente, pero por mui corto trecho i está atravesado por el ferrocarril de Curanilahue, por un puente de 120 m de largo. 86, p. 168; i 156; arroyo en 1, VI, p. 242; riachuelo en 1, XVIII, p. 294; i valle en 62, I, p. XX; rio de Chivilongo en 155, p. 241; i Chihuilleco en 66, p. 264 (Pissis, 1875).